# UmweltMagazin
UmweltMagazin (Untertitel Das Entscheider-Magazin für Technik und Management) war eine vom Verein Deutscher Ingenieure herausgegebene Fachzeitschrift für Umwelttechnik und Umweltmanagement. Die Zeitschrift behandelt ökologisch relevante Themen unter dem Aspekt wirtschaftlicher Machbarkeit. Sie ist ein Fachorgan der VDI-Gesellschaft Energie und Umwelt (VDI-GEU), des Verbands der Betriebsbeauftragten e.V. (VBU) und des Verbands für Nachhaltigkeits- und Umweltmanagement (VNU). Zur Zielgruppe gehörten laut der Zeitschrift „Entscheider aus Industrie, Beratungs- und Ingenieurbüros, Kommunen, Verbänden und Politik“.
Vom UmweltMagazin erschienen im Jahr zwölf Ausgaben. In den Monaten Januar/Februar, April/Mai, Juli/August und November/Dezember werden Doppelhefte herausgegeben. Die Zeitschrift wird durch die VDI Fachmedien.
Anfang 2024 gab VDI Fachmedien bekannt, dass UmweltMagazin und die BWK Energie zur neuen Fachzeitschrift VDI Energie + Umwelt zu verschmelzen. Der Nachfolger wird ebenfalls sechs Ausgaben pro Jahr herausgegeben und die erste Ausgabe war (Januar–Februar 2024).